# 앵거스통스
《앵거스통스》(영어: Angus, Thongs and Perfect Snogging)는 2008년 개봉한 영국, 미국의 십대 로맨틱 코미디 영화이다. 거린더 차다가 감독과 공동각본을 맡았다.